# Ensanche Luperón
Ensanche Luperón är en del av en befolkad plats i Dominikanska republiken.   Den ligger i provinsen Santo Domingo, i den sydöstra delen av landet, 9 km öster om huvudstaden Santo Domingo. Ensanche Luperón ligger 44 meter över havet och antalet invånare är 8 576.
Terrängen runt Ensanche Luperón är platt. Havet är nära Ensanche Luperón söderut. Närmaste större samhälle är Santo Domingo, 9,3 km väster om Ensanche Luperón. Runt Ensanche Luperón är det i huvudsak tätbebyggt.